# Menke Katz
Menke Katz (ur. 12 kwietnia 1906 w Święcianach na Litwie, zm. 24 kwietnia 1991) - poeta amerykański pochodzenia żydowskiego. 
Wychował w Michaliszkach na Białorusi, ukończył tamtejszy cheder. W 1920 roku wyemigrował do Stanów Zjednoczonych. Tam początkowo drukował poezje w hebrajskich gazetach, potem wydawał również tomiki wierszy. W swoich utworach chętnie sięgał po tematykę regionalistyczną. Początkowo wierny poglądom komunistycznym, odżegnał się od nich w okresie wielkich czystek stalinowskich. 
Pisał w jidysz i języku angielskim. Pierwszy tom - Three sisters wydał w 1932 roku. Był nominowany do Nagrody Pulitzera za tom Burning Village.